# Echipa națională de handbal feminin a Norvegiei
Echipa feminină de handbal a Norvegiei este echipa națională care reprezintă Norvegia în competițiile interțări oficiale sau amicale de handbal feminin. Echipa este guvernată de Federația Norvegiană de Handbal (Norges Håndballforbund). În 2012, Norvegia a devenit a doua echipă de handbal feminin după Danemarca care a câștigat cele mai importante trei titluri simultan (Campionatul European 2010, Campionatul Mondial 2011 și Titlul Olimpic 2012). În cele 14 ediții de Campionat European desfășurate, echipa feminină de handbal a Norvegiei a reușit să termine de fiecare dată în primele trei locuri, cu excepția celor din 2000 și 2018. Este singura echipă feminină de handbal din Europa care a reușit să câștige 4 titluri consecutive de Campionat European și care a jucat cele mai multe finale, 11 la număr, și o singură finală mică.

## Palmares
Campionatul Mondial
- medalie de aur în 1999, 2011, 2015
- medalie de argint în 1997, 2001, 2007
- medalie de bronz în 1986, 1993, 2009

Campionatul European
- medalie de aur în 1998, 2004, 2006, 2008, 2010, 2014, 2016, 2020, 2022
- medalie de argint în 1996, 2002, 2012
- medalie de bronz în 1994

Jocurile Olimpice
- medalie de aur în 2008, 2012
- medalie de argint în 1988, 1992
- medalie de bronz în 2000, 2016

## Jocurile Olimpice
| An        | Poziție           |
| --------- | ----------------- |
| 2021      | Medalie de bronz  |
| 2016      | Medalie de bronz  |
| 2012      | Medalie de aur    |
| 2008      | Medalie de aur    |
| 2004      | Nu s-a calificat  |
| 2000      | Medalie de bronz  |
| 1996      | Locul 4           |
| 1992      | Medalie de argint |
| 1988      | Medalie de argint |
| 1976-1984 | Nu s-a calificat  |

## Rezultate la Campionatul Mondial
| An   | Poziție           |
| ---- | ----------------- |
| 2023 | Calificată        |
| 2021 | Medalie de aur    |
| 2019 | Locul 4           |
| 2017 | Medalie de argint |
| 2015 | Medalie de aur    |
| 2013 | Locul 5           |
| 2011 | Medalie de aur    |
| 2009 | Medalie de bronz  |
| 2007 | Medalie de argint |
| 2005 | Locul 9           |
| 2003 | Locul 6           |
| 2001 | Medalie de argint |
| 1999 | Medalie de aur    |
| 1997 | Medalie de argint |
| 1995 | Locul 4           |
| 1993 | Medalie de bronz  |
| 1990 | Locul 6           |
| 1986 | Medalie de bronz  |
| 1982 | Locul 7           |
| 1978 | Nu s-a calificat  |
| 1975 | Locul 8           |
| 1973 | Locul 8           |
| 1971 | Locul 7           |
| 1965 | Nu s-a calificat  |
| 1962 | Nu s-a calificat  |
| 1957 | Nu s-a calificat  |

Chenarul roșu indică turneele organizate de Norvegia

## Rezultate la Campionatele Europene
| An   | Poziție           |
| ---- | ----------------- |
| 2022 | Medalie de aur    |
| 2020 | Medalie de aur    |
| 2018 | Locul 5           |
| 2016 | Medalie de aur    |
| 2014 | Medalie de aur    |
| 2012 | Medalie de argint |
| 2010 | Medalie de aur    |
| 2008 | Medalie de aur    |
| 2006 | Medalie de aur    |
| 2004 | Medalie de aur    |
| 2002 | Medalie de argint |
| 2000 | Locul 6           |
| 1998 | Medalie de aur    |
| 1996 | Medalie de argint |
| 1994 | Medalie de bronz  |

Chenarul roșu indică turneele organizate de Norvegia

## Jucătoare celebre
- Susann Goksør Bjerkrheim
- Marit Breivik
- Anja Edin
- Kjersti Grini
- Trine Haltvik
- Kristine Duvholt Havnås
- Gro Hammerseng
- Katrine Lunde Haraldsen
- Hanne Hegh
- Kari Mette Johansen
- Cecilie Leganger
- Kristine Lunde-Borgersen
- Katja Nyberg
- Linn-Kristin Riegelhuth
- Else-Marthe Sørlie Lybekk
- Tonje Sagstuen
- Heidi Sundal
- Heidi Tjugum

## Echipa

### Componența actuală
Lotul folosit în cele două meciuri împotriva Macedoniei de Nord în EHF Euro Cup în Aprilie 2022:
Antrenor principal:  Thorir Hergeirsson

Antrenor secund:  Mia Hermansson Högdahl

Antrenor secund:  Mats Olsson
| Nr. | Post            | Nume                  | Data nașterii (vârsta)           | Înălțime | Selecții | Goluri | Echipă                     |
| --- | --------------- | --------------------- | -------------------------------- | -------- | -------- | ------ | -------------------------- |
| 3   | Inter stânga    | Emilie Hegh Arntzen   | Format:Data nașterii și vârsta32 | 1,83 m   | 134      | 224    | CSM București              |
| 5   | Centru          | Helene Gigstad Fauske | Format:Data nașterii și vârsta32 | 1,78 m   | 35       | 25     | Brest Bretagne Handball    |
| 6   | Inter dreapta   | Kristine Novak        | Format:Data nașterii și vârsta32 | 1,73 m   | 2        | 99     | Sola HK                    |
| 8   | Pivot           | Ane Høgseth           | Format:Data nașterii și vârsta32 | 1,80 m   | 2        | 2      | Storhamar HE               |
| 10  | Centru          | Stine Bredal Oftedal  | Format:Data nașterii și vârsta32 | 1,67 m   | 177      | 441    | Győri Audi ETO KC          |
| 11  | Extremă dreapta | Malin Aune            | Format:Data nașterii și vârsta32 | 1,65 m   | 49       | 85     | CSM București              |
| 21  | Pivot           | Kaja Haugseng         | 23 septembrie 2001 (23 de ani)   | 1.83 m   | 2        | 1      | Sola HK                    |
| 25  | Inter stânga    | Kristine Breistøl     | 23 august 1993 (31 de ani)       | 1.92 m   | 42       | 41     | Team Esbjerg               |
| 27  | Extremă dreapta | Emilie Hovden         | 5 aprilie 1996 (28 de ani)       | 1.63 m   | 8        | 29     | Viborg HK                  |
| 28  | Portar          | Rikke Granlund        | 14 noiembrie 1989 (35 de ani)    | 1.72 m   | 16       | 0      | Chambray Touraine Handball |
| 29  | Inter dreapta   | Karine Dahlum         | 16 decembrie 1999 (25 de ani)    | 1.75 m   | 2        | 0      | Vipers Kristiansand        |
| 30  | Pivot           | Maren Nyland Aardahl  | 2 martie 1994 (31 de ani)        | 1.82 m   | 17       | 26     | Odense Håndbold            |
| 31  | Extremă stânga  | Sunniva Næs Andersen  | 12 noiembrie 1996 (28 de ani)    | 1.73 m   | 3        | 4      | Vipers Kristiansand        |
| 32  | Portar          | Marie Davidsen        | 20 august 1993 (31 de ani)       | 1.78 m   | 3        | 0      | CSM București              |
| 33  | Inter stânga    | Thale Rushfeldt Deila | 15 ianuarie 2000 (25 de ani)     | 1.78 m   | 2        | 6      | Molde HK                   |
| 35  | Centru          | Anniken Obaidli       | 22 iunie 1995 (29 de ani)        | 1.68 m   | 7        | 5      | Storhamar HE               |
| 36  | Extremă stânga  | Rikke Øyerhamn        | 23 august 2000 (24 de ani)       | 1.76 m   | 2        | 3      | Molde HK                   |
| 40  | Portar          | Eli Marie Raasok      | 21 noiembrie 1996 (28 de ani)    | 1.76 m   | 0        | 0      | Storhamar HE               |